# Mercedes-Benz Atron
Mercedes-Benz Atron — серія середніх і важких вантажівок із капотом і безкапотом від виробника Mercedes-Benz Trucks, випущених у 2011 році під новою назвою для бразильського ринку тягачів (раніше Mercedes-Benz LS).
Моделі Mercedes-Benz Atron 1319, Mercedes-Benz Atron 2324 і Mercedes-Benz Atron 2729 випускалися до квітня 2016 року. Mercedes-Benz Atron 1635 користується попитом на заході та півночі Бразилії як нішевий продукт, тому він вироблявся до 2019 року. Mercedes-Benz Atron 1319 буде замінений на Mercedes-Benz Atego.

## Передісторія

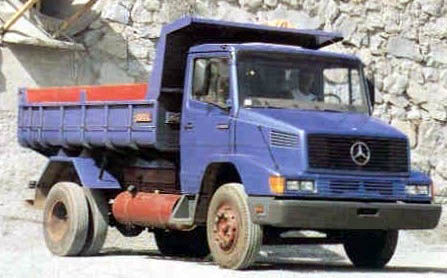
Mercedes-Benz L1215 (1990-1996)

У 1990 році Mercedes Benz do Brasil вирішив оновити асортимент середніх вантажівок. Основні зміни відбулися в кабіні: відмовилися від уже традиційних округлих ліній і перейшли до більш актуальних (на той час) прямих; Ці кабіни стали ексклюзивними для ринку Південної Америки та значної частини Центральної Америки, і не виготовлялися на європейському континенті.
Ще один важливий варіант був у двигуні: почалася ера OM366, який бул дуже схожим на OM352; змінюючи серед іншого діаметр циліндрів.

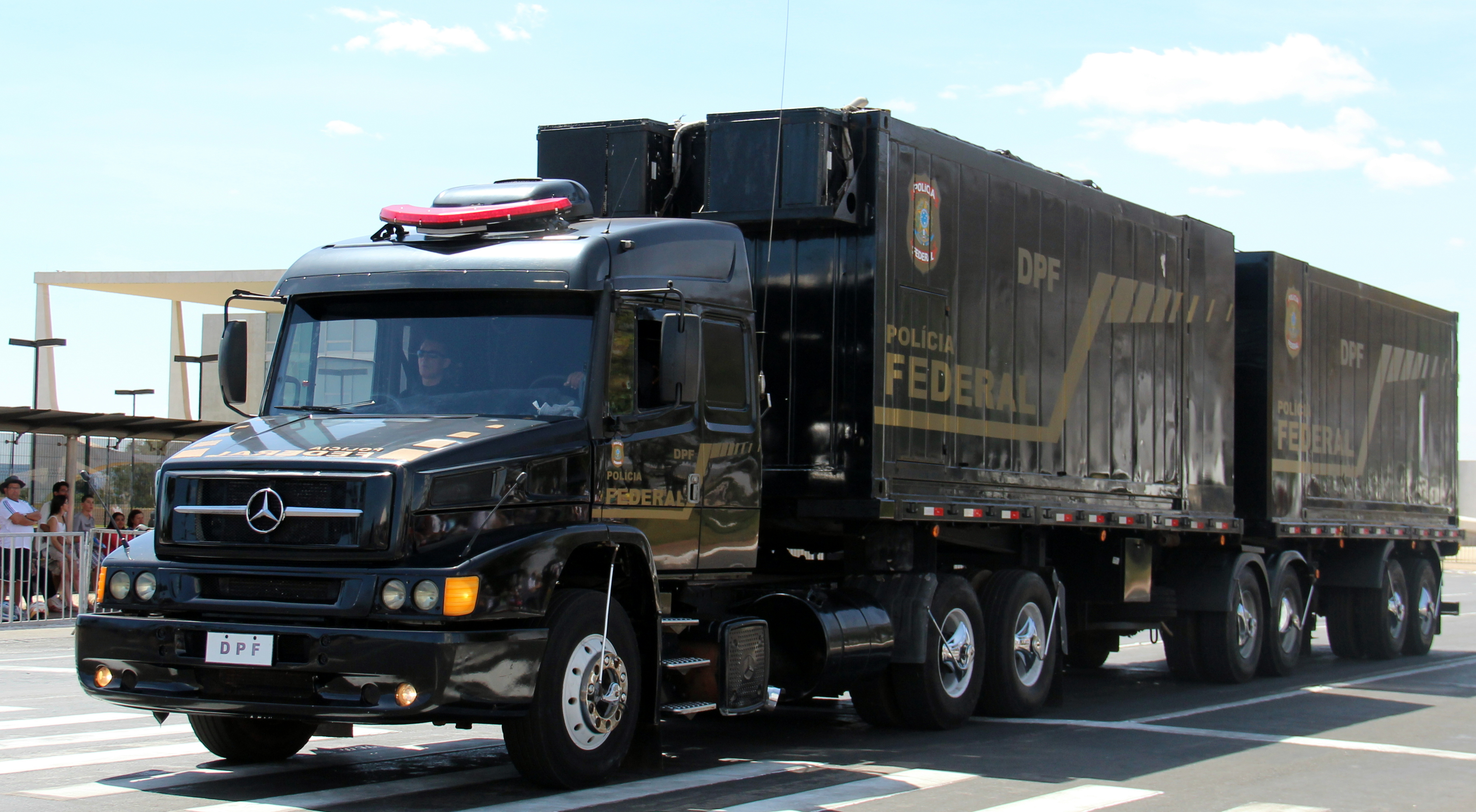
Mercedes-Benz 1620 (2003-2012)

В цей період виготовляли Mercedes-Benz L1215, L/LK1218, LA1419, L/LK1615, L1619, L1620, L/LS1622, L/LS1633 (двигун OM449), L/LS1938 "Super Torque" (двигун OM449).
В 1996 році представили оновлене сімейство вкапотних вантажівок з передньою оптикою круглої форми.
В 2003 році вантажівки оновили вдруге, змінивши решітку радіатора і оснащення.

## Історія

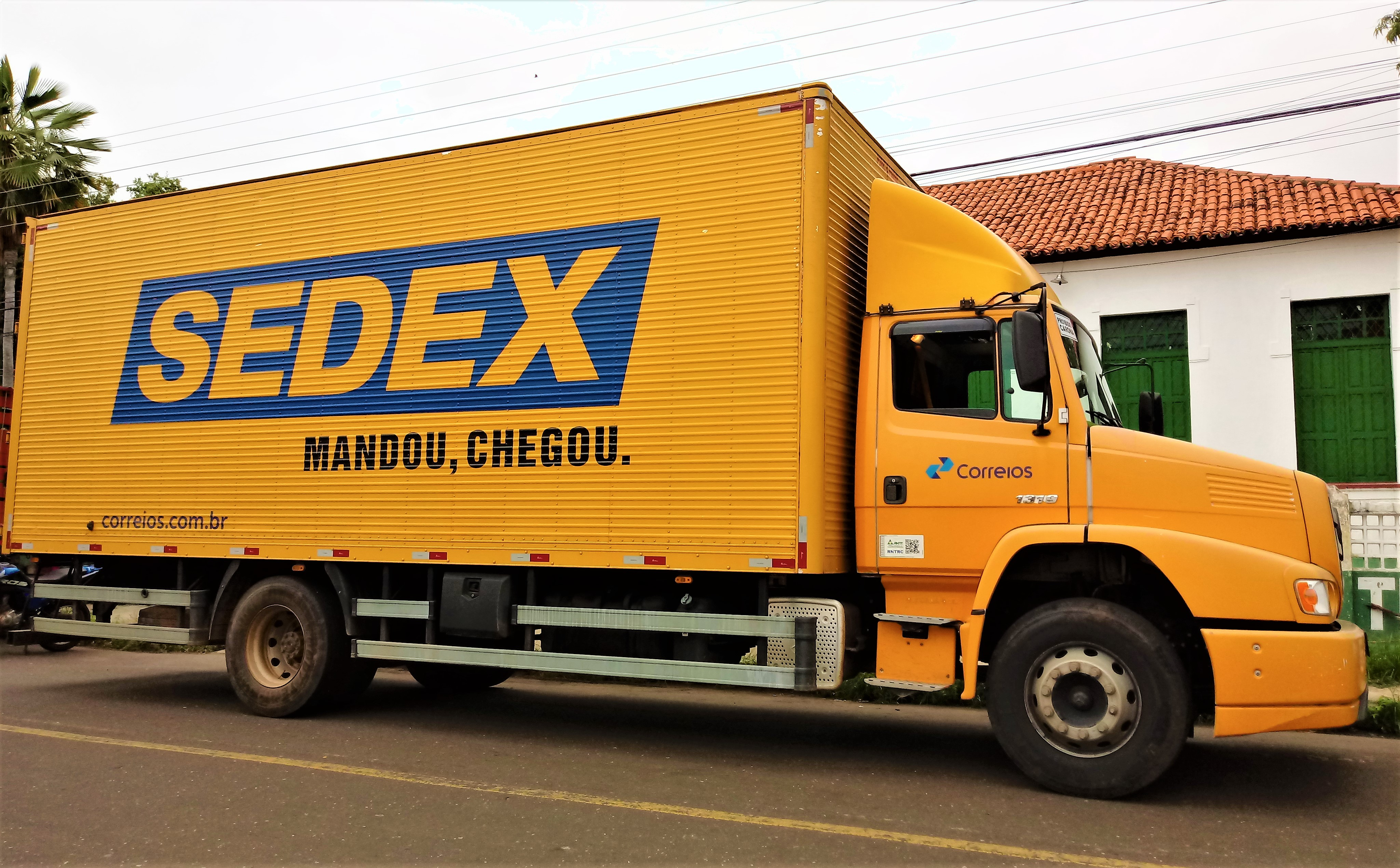
Mercedes-Benz Atron 1319 (2011-2016)

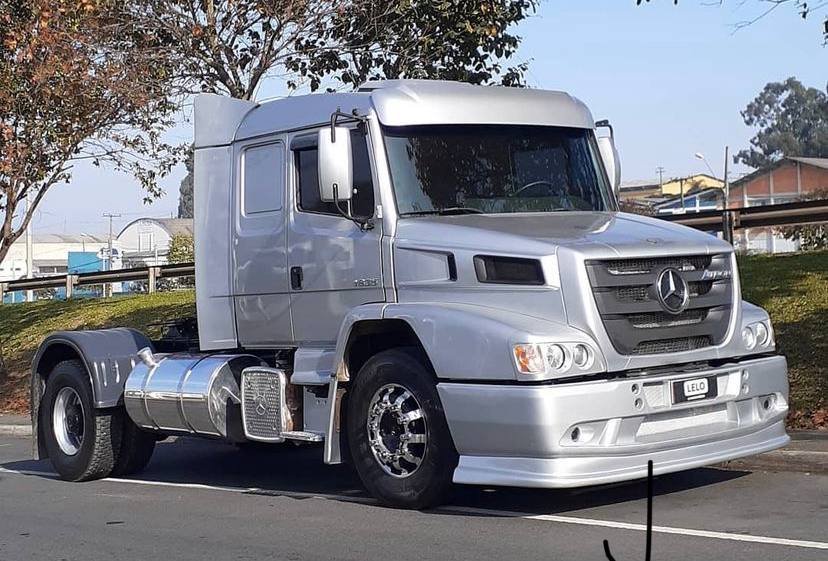
Mercedes-Benz Atron 1635 (2011-2019)

В 2011 році дебютувало сімейство Mercedes-Benz Atron в яке ввійшли капотні вантажівки (модернізована версія попередніх моделей з більш обтічним кузовом) та додано безкапотні моделі. Автомобілі отримали двигуни стандарту Євро-3.
В сімейство Atron, ввійшли:
- Mercedes-Benz Atron 1319: 4х2 з двигуном OM924LA
- Mercedes-Benz Atron 2324: 6×2 з двигуном OM926LA та колісною базою 5170 мм
- Mercedes-Benz Atron 2729: 6×4 з двигуном OM926LA та колісною базою 4830 мм або 3600 мм для самоскидів і міксерів
- Mercedes-Benz Atron 1635: 4×2, 6x2, 6x4 та OM457LA та колісна база 4500 мм. Це середньотоннажний напівпричіпний тягач загальною масою 50 тонн із шестициліндровим (рядним) двигуном з потужністю 254 кіловати (345 кінських сил). Він призначений для далеких перевезень.
- Mercedes-Benz Atron 1319 і Mercedes-Benz Atron 2324 в основному призначені для перевезення генеральних вантажів і використовуються для суховантажних кузовів і рефрижераторних вантажів. Загальна допустима вага становить близько 20 тонн.
- Напівпричіп Mercedes-Benz Atron 2324 4×2 загальною вагою 40 тонн особливо підходить для перевезень на середні та далекі відстані.

Удосконалена в 2013 році кабіна Mercedes-Benz Atron 2729 з новою чорною решіткою радіатора і без капота доступна для автомобілів підвищеної прохідності, а також для версії з міксером або самоскидом. Він оснащений дев'ятиступінчастою механічною коробкою передач і подвійним зчепленням.
В 2016 році безкапотні моделі Atron були зняті з виробництва, а капотні версії Mercedes-Benz Atron 1635/1735 отримали двигуни стандарту Євро-5 і продовжили виготовлятись до 2019 року.